# John Dickson Carr
Ne doit pas être confondu avec Orson Scott Card.
Pour les articles homonymes, voir Carr.
Œuvres principales
- Trois cercueils se refermeront (1935)
- Arsenic et Boutons de manchette (1936)
- La Chambre ardente (1937)
- Le Naufragé du Titanic (1938)
- La Flèche peinte (1938)

John Dickson Carr, né le 30 novembre 1906 à Uniontown, en Pennsylvanie, et mort le 27 février 1977 à Charlottesville, en Virginie, est un écrivain américain de roman policier. Agatha Christie se disait « presque toujours piégée » par l'ingéniosité de ses intrigues.
Admirateur de G. K. Chesterton et d'Arthur Conan Doyle, John Dickson Carr publie la majeure partie de son œuvre sous son patronyme, dont la totalité des enquêtes du Dr Gideon Fell, mais utilise également les pseudonymes de Carter Dickson, notamment pour les aventures de Sir Henry Merrivale, de Carr Dickson pour le roman Les Meurtres de Bowstring (The Bowstring Murders, 1934) et de Roger Fairbairn pour Devil Kinsmere (1937), un roman dont, insatisfait, il donne une nouvelle version en 1964 sous le titre Le Grand Secret (Most Secret). En France, depuis les années 1980, les éditeurs n'emploient plus que sa véritable signature pour coiffer ses titres. 
Pour le grand public français, Carr est avant tout l'auteur de La Chambre ardente (The Burning Court, 1937), un roman policier fantastique qui développe une célèbre « énigme en chambre close » que Julien Duvivier adapte au cinéma en 1962 sous le même titre. Cependant, pour les spécialistes du roman policier, il est surtout l'auteur de Trois cercueils se refermeront (The Hollow Man, 1935) qui contient un exposé détaillé des diverses possibilités d'énigmes en chambre close.

## Biographie
Fils d'un avocat spécialisé dans les affaires criminelles et politicien de l'état de Pennsylvanie, John Dickson Carr découvre dans la vaste bibliothèque de son père les auteurs qui vont marquer son écriture : Alexandre Dumas, Robert Louis Stevenson et Frank L. Baum. Il a huit ans quand ses parents s'installent à Washington. Grâce à l'appui d'un ami de la famille, le journaliste William O'Neil Kennedy, il fait paraître à quatorze ans ses premiers « comptes rendus de manifestations sportives ou de procès criminels dans le Daily News Standard, un quotidien de sa ville natale. » Pendant cette période, il s'intéresse aussi à de célèbres affaires des annales judiciaires d'Amérique et d'Europe. Il écrit une première nouvelle policière à l'âge de quinze ans. Plusieurs autres récits criminels et quelques poèmes paraîtront dans le journal de son établissement scolaire. 
Après ses études au Haverford College, au demeurant peu brillantes en mathématiques et sciences, mais remarquables en histoire et littérature, il est envoyé pour une année à Paris en 1928, sous prétexte de compléter ses études. Carr est fasciné par la capitale française depuis qu'il connaît les enquêtes du Chevalier Dupin d'Edgar Poe et qu'il a découvert, quelques années plus tôt, les aventures d'Arsène Lupin de Maurice Leblanc. À la même époque, il se passionne aussi pour les aventures de Sherlock Holmes et du Père Brown, de même que pour les textes de Jacques Futrelle, mais surtout pour les exploits de Joseph Rouletabille, notamment Le Mystère de la chambre jaune, ce roman de Gaston Leroux qu'il considèrera toute sa vie comme le chef-d'œuvre incontesté du roman policier. Pendant son séjour à Paris, le jeune écrivain, qui a déjà publié quelques nouvelles policières dans le journal de son collège (The Haverfordian), fréquente, médusé, le théâtre d'horreur du Grand-Guignol et transpose son expérience dans une novella (court roman) « qui sert de base à son premier roman Le marié perd la tête. » En effet, de retour en Amérique en 1930, il se rend chez un oncle de Pittsburg pour s'atteler à l'écriture de ce premier roman d'énigme, où apparaît l'enquêteur français Henri Bencolin déjà présent dans quatre nouvelles insérées, à partir de décembre 1926, dans le journal du Haverford College. Quinze mille exemplaires de ce coup d'essai sont écoulés en une semaine et ce succès inattendu conforte le jeune homme dans sa volonté de devenir un auteur de roman policier. Pour l'heure, la jolie somme qui lui échoit lui permet de s'offrir un deuxième séjour en France, en compagnie cette fois de son ami O'Neil Kennedy. Lors de la traversée du retour, à bord de paquebot « Pennland », il rencontre sa future femme, Clarice Cleaves (1909-1993), une jeune Anglaise de Bristol. Le mariage est célébré en 1931.  Le couple élit domicile en Amérique, mais à la suggestion de Clarice, s'installe en Angleterre dès 1933, d'abord dans les environs de Bristol, puis dans la capitale britannique à partir de 1937.  John Dickson Carr est déjà à cette époque un prolifique auteur de fictions policières aux intrigues se déroulant dans le cadre de la campagne anglaise, des grands propriétés terriennes et de petits villages verdoyants, nichés au creux des vallons (ex.: Le Naufragé du Titanic, Les Yeux en bandoulière), bien que certains récits prennent naissance au cœur du Londres métropolitain (ex.: Le Chapelier fou, Trois cercueils se refermeront) et, plus rarement, aux États-Unis (ex.: La Chambre ardente).
En 1936, après six années de carrière, Carr a déjà publié dix-sept romans, dont plusieurs, encensés par la critique, rencontrent un égal succès des deux côtés de l'Atlantique.  Aussi est-il le premier écrivain américain, cette année-là, à être invité au Detection Club, une association britannique d'auteurs de roman policier qui compte notamment dans ses rangs Agatha Christie, Dorothy L. Sayers, Anthony Berkeley, R. Austin Freeman, John Rhode, Freeman Wills Crofts, et dont le président est G. K. Chesterton. Carr sera pendant plus de dix ans le secrétaire honoraire de cette prestigieuse institution qui n'accueillera dans toute son histoire qu'un seul autre membre étranger, l'américaine Patricia Highsmith en 1975.
Même si la Seconde Guerre mondiale le frappe de plein fouet, Carr continue de publier à un rythme soutenu. Pourtant, sa maison de Londres est bombardée, de même que l'hôtel où il trouve ensuite refuge, tout comme l'est également le cottage de ses beaux-parents à Bristol où sa femme s'installe avec leurs derniers meubles.  Ces circonstances précaires n'empêchent pas l'écrivain de rédiger, à l'invitation de la BBC, plusieurs feuilletons policiers pour la radio et de collaborer à des émissions de propagande. Au printemps de 1942, il rentre en Amérique pour se mettre à la disposition des autorités après l'attaque de Pearl Harbor et l'entrée en guerre des États-Unis. Il devient alors l'un des principaux auteurs de la nouvelle série radiophonique Suspense, diffusée par la CBS pour laquelle il rédige une vingtaine de scripts. Carr reprend ensuite ces pièces radiophoniques et en écrit une dizaine de plus pour la série radiophonique britannique Appointment with Fear. Après la guerre, pour une autre série radiophonique intitulée Cabin B-13, d'après le titre d'une de ses pièces, Carr donne une quinzaine de textes supplémentaires. La série est diffusée de juillet 1948 à janvier 1949 sur les ondes de CBS.  À la même époque, Carr obtient des héritiers d'Arthur Conan Doyle l'autorisation d'écrire la biographie du créateur de Sherlock Holmes.  Il a collecté d'innombrables documents et reçu plusieurs témoignages, lu toute la correspondance du romancier et a « pu consulté à loisir les archives familiales mises à sa disposition par le plus jeune fils de l'écrivain, Adrian, dont il était devenu l'ami en 1943 à la suite d'une rencontre dans les couloirs de la BBC. »  Avec Adrian, il conçoit également, Les Exploits de Sherlock Holmes, une série de nouvelles prolongeant les aventures du célèbre limier de Baker Street. 
Alors que sa réputation d'écrivain est à son faîte, Carr retourne en Amérique en 1948, d'abord pour un bref séjour, puis, à la fin des années 1950, il rentre définitivement dans son pays natal.  À ce tournant de sa carrière, il délaisse un peu le roman d'énigme classique au profit du roman policier historique, les deux genres se partageant dès lors les parutions qui s'espacent avec les années. Dès février 1949, l'association des Mystery Writers of America lui propose la présidence de leur association et lui décerne un prix Edgar-Allan-Poe pour sa biographie de Conan Doyle. La même association l'honore à nouveau « en 1962 par la remise d'un Grand Master Award pour l'ensemble de son œuvre. » En 1963, dans une petite ville de l'état de New York, où il réside, l'écrivain est victime d'une crise cardiaque qui le laisse paralysé du côté gauche. Il n'en continue pas moins d'écrire encore des romans, et même, à partir de 1969, de rédiger une chronique mensuelle dans le Ellery Queen's Mystery Magazine.  Dans les années 1970, il déménage en Caroline du Sud, où il meurt d'un cancer du poumon en 1977.

## Situation et composantes de l'œuvre
Carr appartient à l'école classique, dite du whodunit, tout comme Agatha Christie, Margery Allingham, Rex Stout ou Ellery Queen. Son œuvre couvre quatre décennies, du premier roman, Le marié perd la tête (It Walks By Night), publié en 1930, au dernier, Les Nouveaux Mystères d'Udolpho (The Hungry Goblin), paru en 1972. Le tout compte 72 romans, 47 nouvelles, 92 pièces radiophoniques, 4 pièces pour la scène et la biographie de Sir Arthur Conan Doyle susmentionnée. Carr a également fait paraître des articles et critiques concernant la littérature policière.
Le thème dominant en est le crime impossible, dont Carr a exploré toutes les variantes possibles et imaginables, de la classique « chambre close » à l'assassin invisible, en passant par le meurtre commis sur une plage vierge de toute empreinte ou au sommet d'une tour inaccessible. Le modèle du genre est pour lui Le Mystère de la chambre jaune de Gaston Leroux qu'il a cherché à surpasser en élaborant un grand nombre de romans reprenant ce motif dont les solutions s'avèrent tout aussi renouvelées qu'implacablement logiques.
Pour lui, le mystère est souvent l'occasion de suggérer une hypothèse surnaturelle et de donner à ses intrigues une coloration fantastique, même si l'explication finale demeure inévitablement rationnelle. La Chambre ardente (1937) demeure l'exception à cette règle et  s'avère, peut-être pour cette raison même, son livre le plus connu. Ce roman a été adapté au cinéma par Julien Duvivier en 1962. 
Pour résoudre ses intrigues tortueuses à souhait, Carr crée pendant sa carrière quatre limiers plus grands que nature :
- Henri Bencolin apparaît dans les nouvelles de jeunesse de l'auteur, ainsi que dans cinq de ses premiers romans. Commissaire de police parisien dont le physique comme la morale ne sont pas sans évoquer Méphistophélès, il dénoue des énigmes parmi les plus proches du fantastique, voire de l'horreur pure que Carr ait écrites. Atmosphère poisseuse, personnages dégénérés, meurtres sanglants sont les ingrédients courants de cette série.

- Le Dr Gideon Fell, calqué sur l'écrivain anglais et idole de Carr G. K. Chesterton, apparaît pour la première fois en 1933 dans Le Gouffre aux sorcières. Obèse au point de se déplacer avec une ou plusieurs cannes, perpétuellement échevelé et pourvu d'une moustache de brigand, c'est un bon vivant, plaisamment excentrique et grand amateur de bière. Certains des livres où il mène l'enquête sont considérés par les amateurs comme les plus grandes réussites de l'auteur, notamment Trois cercueils se refermeront, consacré en 1981 meilleur « roman de chambre close » de tous les temps par un panel d'experts américains[8],[9].

- Sir Henry Merrivale, surnommé parfois « H. M. » (« Her Majesty »), est, quant à lui, inspiré à la fois de Winston Churchill et de Mycroft Holmes, le frère de Sherlock, en hommage à Conan Doyle[10]. Obèse tout comme Gideon Fell, Henry Merrivale est toutefois, à l'image de son modèle, beaucoup plus actif et humoristique. Indifférent aux règles et aux normes sociales, en guerre permanente contre l'establishment auquel pourtant il appartient, il est toujours prêt à râler ou à dire quelques obscénités. Il n'en est pas moins doté d'un intellect aussi affûté qu'une lame de rasoir. D'abord assez macabres, ses aventures évoluèrent progressivement vers le slapstick.

- Le colonel Perceval March, enfin, n'apparaît que dans une poignée de nouvelles. Il dirige à Scotland Yard un Service des Causes Bizarres, le D-5, chargé de tous les cas de crimes impossibles. Boris Karloff lui prêta ses traits dans une série télévisée britannique de 26 épisodes : Les Aventures du colonel March (1954 - 1956).
- Enfin, pour mémoire, John Gaunt, dont l'unique apparition se situe dans Les Meurtres de Bowstring. Bien que Carr le présente comme le plus grand génie de l'histoire de l'enquête policière, la peinture du personnage est tellement pâle, mis à part son alcoolisme qui est pratiquement la seule chose qui le caractérise, que l'auteur renoncera à le convoquer pour ses romans ultérieurs.

Hormis La Chambre ardente, un seul autre roman de Carr, Un coup sur la tabatière, a été porté à l'écran sous le titre That Woman Opposite (1957) par Compton Bennett avec Phyllis Kirk, Dan O'Herlihy et Petula Clark.  Toutefois, nombre de ses romans et nouvelles, et même sa pièce radiophonique Cabine B-13, sont devenus des téléfilms ou des épisodes de séries policières.
En France, la collection Le Masque a publié, traduit ou réédité la quasi-totalité des romans de John Dickson Carr de la fin des années 1980 au début des années 2000 (voir le tableau ci-bas).  En outre, 7 volumes omnibus regroupant près de la moitié de la production de l'auteur sont parus chez cet éditeur entre octobre 1991 et juin 2003.  De 2006 à 2009, les Éditions L'Atalante ont publié l'intégrale en 4 volumes des pièces radiophoniques de Carr, sous la houlette de Roland Lacourbe.  Parmi les derniers romans de Carr traduits en français, on dénombre En dépit du tonnerre (In Spite of Thunder), Paris, coll. « Rivages/Mystère », 1987, et Les Nouveaux Mystères d'Udolpho (The Hungry Goblin), Paris, coll. « Rivages/Noir », 2010.  En date de mars 2023, exception faite de l'étude historique The Murder of Sir Edmund Godfrey, le roman The Ghost's High Noon demeure le seul inédit en France.

## Œuvre

### Romans et recueils de nouvelles de John Dickson Carr
| Titre français                                                                | Collection(s) et année(s) de parution en français                                                                                  | Type                                             | Éventuel héros détective                | Année de publication | Titre britannique                                 | Éventuel titre américain                          |
| ----------------------------------------------------------------------------- | --- | ------------------------------------------------ | --------------------------------------- | -------------------- | ------------------------------------------------- | ------------------------------------------------- |
| Le marié perd la tête                                                         | Le Masque no 1802, 1985 | roman policier                                   | Henri Bencolin                          | 1930                 | It Walks by Night                                 |                                                   |
| La Mort sous un crâne                                                         | Le Masque no 2065, 1991 | roman policier                                   | Henri Bencolin                          | 1931                 | Castle Skull                                      |                                                   |
| Le Secret du gibet                                                            | L'Empreinte no 10, 1932 Le Masque no 2016, 1990                                                                                    | roman policier                                   | Henri Bencolin                          | 1932                 | The Lost Gallows                                  |                                                   |
| Clés d'argent et Figures de cire                                              | Le Masque no 639, 1959 et 1994 | roman policier                                   | Henri Bencolin                          | 1932                 | The Corpse in the Waxworks                        | The Waxworks Murder                               |
| La Main de marbre                                                             | Le Masque no 268, 1939 - 1995 et 2018                                                                                              | roman policier                                   | Patrick Rossiter                        | 1932                 | Poison in Jest                                    |                                                   |
| Le Gouffre aux sorcières                                                      | Le Masque no 1944, 1989 | roman policier                                   | Dr Gideon Fell                          | 1933                 | Hag's Nook                                        |                                                   |
| Le Chapelier fou                                                              | Le Masque no 2108, 1992 | roman policier                                   | Dr Gideon Fell                          | 1933                 | The Mad Hatter Mystery                            |                                                   |
| Les Meurtres de Bowstring                                                     | L'Énigme, 1948 Le Masque no 1954, 1989                                                                                             | roman policier historique                        | John Gaunt                              | 1934                 | The Bowstring Murders                             |                                                   |
| Le Huit d'épées                                                               | Le Masque no 2172, 1994 | roman policier                                   | Dr Gideon Fell                          | 1934                 | The Eight of Swords                               |                                                   |
| Le Barbier aveugle                                                            | Le Masque no 2113, 1993 | roman policier                                   | Dr Gideon Fell                          | 1934                 | The Blind Barber                                  |                                                   |
| La Maison de la peste                                                         | L'Énigme, 1949 Le Masque no 2087, 1992                                                                                             | roman policier                                   | Sir Henry Merrivale                     | 1934                 | The Plague Court Murders                          |                                                   |
| La Mort dans le Miroir / autrefois titré : S.M. intervient                    | Détective-club (Suisse) no 8, 1945 Le Masque no 2096, 1992                                                                         | roman policier                                   | Sir Henry Merrivale                     | 1934                 | The White Priory Murders                          |                                                   |
| L'Arme à gauche                                                               | Le Masque no 2159, 1994 | roman policier                                   | Dr Gideon Fell                          | 1935                 | Death-Watch                                       |                                                   |
| Trois cercueils se refermeront                                                | Le Masque no 1923, 1988 Club des Masques no 606, 1991 Masque poche no 54, 2015                                                     | roman policier                                   | Dr Gideon Fell                          | 1935                 | The Hollow Man                                    | The Three Coffins                                 |
| La Maison du bourreau                                                         | L'Empreinte no 97, 1936 Le Masque no 1863 1986                                                                                     | roman policier                                   | Sir Henry Merrivale                     | 1935                 | The Red Widow Murders                             |                                                   |
| Les Meurtres de la Licorne                                                    | Le Masque no 2041, 1991 | roman policier                                   | Sir Henry Merrivale                     | 1935                 | The Unicorn Murders                               |                                                   |
| Le Meurtre des Mille et Une Nuits                                             | Le Masque no 1960, 1989 | roman policier                                   | Dr Gideon Fell                          | 1936                 | The Arabian Nights Murder                         |                                                   |
| (inédit en français)                                                          | | étude historique d'un meurtre de 1678            |                                         | 1936                 | The Murder of Sir Edmund Godfrey                  |                                                   |
| Arsenic et Boutons de manchette                                               | L'Énigme, 1947 Le Masque no 1976, 1989 Club des Masques no 626, 1993                                                               | roman policier                                   | Sir Henry Merrivale                     | 1936                 | The Punch and Judy Murders                        | The Magic Lantern Murders                         |
| La police est invitée                                                         | L'Empreinte no 144, 1938 Le Masque no 1946, 1989 Club des Masques no 634, 1994                                                     | roman policier                                   | Sir Henry Merrivale                     | 1937                 | The Ten Teacups                                   | The Peacock Feather Murders                       |
| Feu sur le juge !                                                             | Le Yard no 43, 1952 Le Masque no 2129, 1993                                                                                        | roman policier fondé sur une pièce radiophonique | Commissaire-adjoint Marquis             | 1937                 | The Third Bullet                                  |                                                   |
| La Chambre ardente                                                            | L'Empreinte police no 23, 1948 Le Livre de poche policier no 930, 1962 Le Masque no 1986, 1990 Masque poche no 35, 2013            | roman policier fantastique                       | Gaudan Cross                            | 1937                 | The Burning Court                                 |                                                   |
| Le Retour de Bencolin                                                         | Le Masque no 1957, 1989 | roman policier                                   | Henri Bencolin                          | 1938                 | The Four False Weapons                            |                                                   |
| À réveiller les morts                                                         | Le Masque no 1973, 1989 | roman policier                                   | Dr Gideon Fell                          | 1938                 | To Wake the Dead                                  |                                                   |
| Le Naufragé du Titanic                                                        | L'Empreinte no 174, 1939 Le Masque no 1891, 1987                                                                                   | roman policier                                   | Dr Gideon Fell                          | 1938                 | The Crooked Hinge                                 |                                                   |
| La Flèche peinte                                                              | Loisirs-Police, 1941 Le Masque no 1934, 1988 Réédition revue et complétée au Masque en 2003                                        | roman policier                                   | Sir Henry Merrivale                     | 1938                 | The Judas Window                                  | The Crossbow Murders                              |
| Ils étaient quatre à table                                                    | Détective-club (Suisse) no 11, 1945 Le Masque no 2024, 1990                                                                        | roman policier                                   | Sir Henry Merrivale                     | 1938                 | Death in Five Boxes                               |                                                   |
| Les Yeux en bandoulière                                                       | J'ai lu policier no 69, 1968 Le Masque no 1843, 1986 Club des Masques no 607, 1991                                                 | roman policier                                   | Dr Gideon Fell                          | 1939                 | The Black Spectacles                              | The Problem of the Green Capsule                  |
| Meurtre après la pluie                                                        | Détective-club (Suisse) no 24, 1947 Le Masque no 1906, 1987                                                                        | roman policier                                   | Dr Gideon Fell                          | 1939                 | The Problem of the Wire Cage                      |                                                   |
| Mort dans l'ascenseur (en collaboration avec John Rhode)                      | Le Limier no 39, 1951 Masque no 1950, 1989 Club des Masques no 627, 1993                                                           | roman policier                                   | Inspecteur Hornbeam et Dr Horatio Glass | 1939                 | Drop to his Death                                 | Fatal Descent                                     |
| Le lecteur est prévenu                                                        | L'Empreinte no 182, 1940 Le Masque no 1940, 1988 Club des Masques no 617, 1992                                                     | roman policier                                   | Sir Henry Merrivale                     | 1939                 | The Reader is Warned                              |                                                   |
| Service des affaires inclassables                                             | Le Masque no 1919, 1988 | nouvelles policières                             | Colonel Perceval March                  | 1940                 | The Department of Queer Complaints                |                                                   |
| Un fantôme peut en cacher un autre                                            | Le Masque no 1898, 1987 | roman policier                                   | Dr Gideon Fell                          | 1940                 | The Man Who Could Not Shudder                     |                                                   |
| Eh bien, tuez maintenant !                                                    | Le Masque no 1968, 1989 | roman policier                                   | Sir Henry Merrivale                     | 1940                 | And So to Murder                                  |                                                   |
| Impossible n'est pas anglais/ autrefois titré : Le fantôme frappe trois coups | Un mystère no 534, 1960 Le Masque no 1274, 1973 Club des Masques no 423, 1980 réédition au Masque en 1986                          | roman policier                                   | Sir Henry Merrivale                     | 1940                 | Murder in the Submarine Zone                      | Nine and Death makes Ten / Murder in the Atlantic |
| Suicide à l'écossaise                                                         | Détective-club (Suisse) no 13, 1946 Le Masque no 1735, 1984 Club des Masques no 635, 1994                                          | roman policier                                   | Dr Gideon Fell                          | 1941                 | The Case of the Constant Suicides                 |                                                   |
| On n'en croit pas ses yeux                                                    | Détective-club (Suisse) no 15, 1946 Le Masque no 1799, 1985 Club des Masques no 619, 1992                                          | roman policier                                   | Sir Henry Merrivale                     | 1941                 | Seeing is Believing                               | Cross of Murder                                   |
| Le juge Ireton est accusé                                                     | Détective-club (Suisse) no 1, 1945 Le Masque no 1794, 1985                                                                         | roman policier                                   | Dr Gideon Fell                          | 1942                 | The Seat of the Scornful                          | Death Turns the Tables                            |
| Un coup sur la tabatière                                                      | Détective-club (Suisse) no 5, 1946 Le Masque no 2033, 1991                                                                         | roman policier                                   | Dr Dermot Kinross                       | 1942                 | The Emperor's Snuffbox                            |                                                   |
| L'Homme en or                                                                 | L'Énigme, 1947 Le Masque no 1917, 1988 Club des Masques no 628, 1993                                                               | roman policier                                   | Sir Henry Merrivale                     | 1942                 | The Gilded Man                                    | The Dead and the Gilded Man                       |
| Je préfère mourir                                                             | Détective-club (Suisse) no 19, 1946 Le Masque no 1883, 1987                                                                        | roman policier                                   | Sir Henry Merrivale                     | 1943                 | She Died a Lady                                   |                                                   |
| À la vie, à la mort                                                           | Le Cercle rouge, 1946 Le Masque no 2027, 1990                                                                                      | roman policier                                   | Dr Gideon Fell                          | 1944                 | Till Death Do Us Part                             |                                                   |
| Il n'aurait pas tué Patience                                                  | Le Cercle rouge, 1946 Le Masque no 2007, 1990                                                                                      | roman policier                                   | Sir Henry Merrivale                     | 1944                 | He Wouldn't Kill Patience                         |                                                   |
| L'habit fait le moine                                                         | Détective-club (Suisse) no 23, 1947 Le Masque no 2018, 1990                                                                        | roman policier fondé sur une pièce radiophonique | Sir Henry Merrivale                     | 1945                 | The Lord of Sorcerers                             | The Curse of the Bronze Lamp                      |
| Celui qui murmure                                                             | Détective-club (Suisse) no 28, 1947 Le Masque no 2012, 1990                                                                        | roman policier                                   | Dr Gideon Fell                          | 1946                 | He Who Whispers                                   |                                                   |
| La Maison de la terreur                                                       | L'Énigme, 1948 Le Masque no 1910, 1988 Club des Masques no 605, 1991                                                               | roman policier                                   | Sir Henry Merrivale                     | 1946                 | My Late Wives                                     |                                                   |
| Le Sphinx endormi                                                             | Détective-club (Suisse) no 35, 1947 Le Masque no 1785, 1985 Le Livre de poche policier no 5133, 1978 Club des Masques no 604, 1991 | roman policier                                   | Dr Gideon Fell                          | 1947                 | The Sleeping Sphinx                               |                                                   |
| Le Squelette dans l'horloge                                                   | Fleuve noir LP no 12, 1983 Le Masque no 2104, 1992                                                                                 | roman policier                                   | Sir Henry Merrivale                     | 1948                 | The Skeleton in the Clock                         |                                                   |
| Satan vaut bien une messe                                                     | J'ai lu policier no 80, 1968 Le Masque no 1850, 1986                                                                               | roman policier                                   | Dr Gideon Fell / Patrick Butler         | 1949                 | Below Suspicion                                   |                                                   |
| Passe-passe                                                                   | Le Masque no 719, 1961 - 1989 | roman policier                                   | Sir Henry Merrivale                     | 1949                 | A Graveyard to Let                                |                                                   |
| La Vie de Sir Arthur Conan Doyle                                              | Robert Laffont, 1958 | biographie                                       |                                         | 1949                 | The Life of Sir Arthur Conan Doyle                |                                                   |
| La Fiancée du pendu                                                           | Le Masque no 2078, 1992 | roman policier historique                        |                                         | 1950                 | The Bride of Newgate                              |                                                   |
| La Nuit de la Veuve ricanante                                                 | Sinfonia, 1987 Le Masque no 2348, 1997                                                                                             | roman policier                                   | Sir Henry Merrivale                     | 1950                 | Night at the Mocking Widow                        |                                                   |
| Le Diable de velours                                                          | Le Masque no 2258, 1996 | roman policier fantastique et historique         |                                         | 1951                 | The Devil in Velvet                               |                                                   |
| Les Neuf Mauvaises Réponses                                                   | Éditeurs français réunis, 1964 Le Masque no 2056, 1991                                                                             | roman policier                                   | Bill Dawson                             | 1952                 | The Nine Wrong Answers                            |                                                   |
| Les Exploits de Sherlock Holmes (en collaboration avec Adrian Conan Doyle)    | Robert Laffont, 1958 Le Livre de poche no 2423, 1968 in Sherlock Holmes, vol. 2, Robert Laffont, Bouquins, 1979                    | nouvelles policières                             | Sherlock Holmes                         | 1952                 | The Exploits of Sherlock Holmes                   |                                                   |
| Le Rideau cramoisi                                                            | Le Masque no 2403, 1998 | roman policier                                   | Sir Henry Merrivale                     | 1952                 | Behind the Crimson Blind                          |                                                   |
| Le Fantôme du cavalier                                                        | Le Masque no 2125, 1993 | roman policier                                   | Sir Henry Merrivale                     | 1953                 | The Cavalier's Cup                                |                                                   |
| Capitaine Coupe-Gorge                                                         | Le Masque no 2001, 1990 | roman policier historique                        |                                         | 1954                 | Captain Cut-Troath                                |                                                   |
| Patrick Butler à la barre                                                     | Le Masque no 1926, 1988 Club des Masques no 636, 1994                                                                              | roman policier                                   | Patrick Butler                          | 1956                 | Patrick Butler for the Defense                    |                                                   |
| À chacun sa peur                                                              | Le Masque no 2268, 1996 | roman policier fantastique et historique         |                                         | 1956                 | Fear Is the Same                                  |                                                   |
| Hier, vous tuerez                                                             | J'ai lu policier no 95, 1969 Le Masque no 1991, 1990                                                                               | roman policier fantastique et historique         | Superintendant John Cheviot             | 1957                 | Fire, Burn!                                       |                                                   |
| Le mort frappe à la porte / autrefois titré : Qui a peur de Charles Dickens ? | J'ai lu policier no 99, 1969 Le Masque no 2005, 1990                                                                               | roman policier historique                        | Dr Gideon Fell                          | 1958                 | The Dead Man's Knock                              |                                                   |
| La Mort en pantalon rouge                                                     | Le Masque no 1876, 1987 Club des Masques no 618, 1992                                                                              | roman policier historique                        |                                         | 1959                 | Scandal at High Chimneys: A Victorian Melodrama   |                                                   |
| En dépit du tonnerre                                                          | Rivages/Mystère no 5, 1987 | roman policier                                   | Dr Gideon Fell                          | 1960                 | In Spite of Thunder                               |                                                   |
| La Sorcière du Jusant                                                         | Le Masque no 2210, 1995 | roman policier historique                        |                                         | 1961                 | The Witch of the Low Tide: An Edwardian Melodrama |                                                   |
| Les Démoniaques                                                               | Red Label no 13, 1978 Le Masque no 2045, 1991                                                                                      | roman policier historique                        |                                         | 1962                 | The Demoniacs                                     |                                                   |
| L'Homme qui expliquait les miracles                                           | Le Masque no 2183, 1994 | nouvelles policières                             | Fell/Merrivale/March                    | 1964                 | The Men Who Explained Miracles                    |                                                   |
| Le Grand Secret                                                               | Le Masque no 2318, 1997 Labyrinthes no 95, 2001                                                                                    | roman policier historique                        |                                         | 1964                 | Most Secret                                       |                                                   |
| Le Spectre au masque de soie                                                  | Le Masque no 2427, 1999 | roman policier                                   | Dr Gideon Fell                          | 1965                 | The House at Satan's Elbow                        |                                                   |
| Panique dans la baignoire                                                     | Le Masque no 2221, 1995 | roman policier                                   | Dr Gideon Fell                          | 1966                 | Panic in Box C                                    |                                                   |
| Lune sombre                                                                   | Red Label no 16, 1978 Le Masque no 1979, 1989                                                                                      | roman policier                                   | Dr Gideon Fell                          | 1967                 | Dark of the Moon                                  |                                                   |
| Papa là-bas                                                                   | Le Masque no 2141, 1993 | roman policier historique                        |                                         | 1968                 | Papa La-Bas                                       |                                                   |
| (inédit en français)                                                          | | roman policier historique                        |                                         | 1970                 | The Ghost's High Noon                             |                                                   |
| Le Manoir de la mort                                                          | Le Masque no 2053, 1991 | roman policier historique                        |                                         | 1971                 | Deadly Hall                                       |                                                   |
| Les Nouveaux Mystères d'Udolpho                                               | Rivages/Noir no 758, 2010 | roman policier historique                        | Wilkie Collins                          | 1972                 | The Hungry Goblin: A Victorian Detective Novel    |                                                   |
| Grand Guignol                                                                 | Le Masque no 2250, 1995 | nouvelles policières                             | Henri Bencolin                          | 1980                 |                                                   | The Door Doom and Other Detections                |

### Nouvelles

#### Nouvelles isolées de la sérieHenri Bencolin
- The Shadow of the Goat (1926) Publié en français sous le titre L'Ombre du malin, dans Vingt mystères de chambres closes, Paris, Terrain Vague/Losfeld, 1988 ; réédition dans Grand Guignol, Paris, Librairie des Champs-Élysées, coll. « Le Masque » no 2250, 1995
- The Fourth Suspect (1927) Publié en français sous le titre Le Quatrième Suspect, dans Grand Guignol, Paris, Librairie des Champs-Élysées, coll. « Le Masque » no 2250, 1995
- The Ends of Justice (1927) Publié en français sous le titre Justice aveugle, dans Grand Guignol, Paris, Librairie des Champs-Élysées, coll. « Le Masque » no 2250, 1995
- The Murder in Number Four (1928) Publié en français sous le titre Le Mystère du compartiment quatre, dans Les Détectives de l'impossible, Paris, Terrain Vague/Losfeld, 1991 ; réédition dans Grand Guignol, Paris, Librairie des Champs-Élysées, coll. « Le Masque » no 2250, 1995
- Grand Guignol (1929), longue nouvelle ou court roman Publié en français sous le titre Grand Guignol, dans Grand Guignol, Paris, Librairie des Champs-Élysées, coll. « Le Masque » no 2250, 1995

#### Nouvelles isolées de la sérieGideon Fell
- The Wrong Problem (1936) Publié en français sous le titre L'À-côté de la question, Paris, Opta, Mystère magazine no 3, mars 1948 ; réédition dans le recueil Feu sur le juge !, Paris, Librairie des Champs-Élysées, coll. « Le Masque » no 2129, 1993 ; réédition dans John Dickson Carr Tome 6, Librairie des Champs-Élysées, coll. « Intégrales du Masque », 1999
- The Proverbial Murderer ou The Proverbial Murder (1940) Publié en français sous le titre Tragédies et Proverbes, Paris, Opta, Mystère Magazine no 2, février 1948 ; réédition, Paris, Opta, L'Anthologie du Mystère no 6, mars 1965 ; réédition dans le recueil Feu sur le juge !, Paris, Librairie des Champs-Élysées, coll. « Le Masque » no 2129, 1993 ; réédition dans John Dickson Carr Tome 6, Librairie des Champs-Élysées, coll. « Intégrales du Masque », 1999
- The Locked Room (1940) Publié en français sous le titre Le Bureau fermé, Paris, Opta, Mystère Magazine no 4, avril 1948 ; réédition, Paris, Opta, L'Anthologie du Mystère no 3, 1963 ; réédition dans Les Chefs-d'œuvre du crime, Bruxelles, Gérard, Marabout, coll. « Marabout Géant » no 254, 1966 ; réédition, Paris, Opta, L'Anthologie du Mystère no 17, 1973 ; réédition dans Le Masque vous donne de ses nouvelles, Paris, Librairie des Champs-Élysées, coll. « Le Masque », 1989 ; réédition dans Le Récit policier II, Paris, Nathan, 1994 ; réédition dans John Dickson Carr Tome 6, Librairie des Champs-Élysées, coll. « Intégrales du Masque », 1999
- The Incautious Burglar ou A Guest in the House (1940) Publié en français sous le titre Le Cambrioleur imprudent, Paris, Opta, Mystère Magazine no 124, septembre 1971 ; réédition dans le recueil Feu sur le juge !, Paris, Librairie des Champs-Élysées, coll. « Le Masque » no 2129, 1993 ; réédition dans John Dickson Carr Tome 6, Librairie des Champs-Élysées, coll. « Intégrales du Masque », 1999
- Death by Invisible Hands ou King Arthur's Chair (1949) Publié en français sous le titre La Mort par des mains invisibles, Paris, Opta, Mystère Magazine no 126, juillet 1958 ; réédition dans le recueil Feu sur le juge !, Paris, Librairie des Champs-Élysées, coll. « Le Masque » no 2129, 1993 ; réédition dans John Dickson Carr Tome 6, Librairie des Champs-Élysées, coll. « Intégrales du Masque », 1999

#### Nouvelles isolées de la sérieHenry Merrivale
- The House of Goblin Wood (1947), nouvelle mettant en scène Sir Henry Merrivale Publié en français sous le titre La Maison de Goblin Wood, dans Ellery Queen présente 14 histoires de meurtres, Paris, Chanteclerc, 1979 ; réédition dans Les Meilleures Histoires de chambres closes, Paris, Minerve, 1985
- Ministry of Miracles ou The Man Who Explained Miracles ou All in a Maze (1956), longue nouvelle ou court roman Publié en français sous le titre L'Homme qui expliquait les miracles, dans le recueil L'Homme qui expliquait les miracles, Paris, Librairie des Champs-Élysées, coll. « Le Masque » no 2183, 1994

#### Autres nouvelles isolées
- As Drink the Dead... (1926), nouvelle historique
- The Red Heels (1926), nouvelle historique
- The Dim Queen (1926), nouvelle historique
- The Blue Garden (1926), nouvelle historique
- The Devil-Gun (1926)
- The Inn in the Seven Swords (1927), nouvelle historique Publié en français sous le titre À l'Auberge des Sept Épées, dans le recueil L'Homme qui expliquait les miracles, Paris, Librairie des Champs-Élysées, coll. « Le Masque » no 2183, 1994
- The Deficiency Expert (1927)
- The Dark Banner (1928)
- The Man Who Was Dead (1935)
- The Door to Doom (1935) Publié en français sous le titre Aux portes de l'épouvante, Paris, Polar no 6, octobre 1979 ; réédition dans L'Homme qui expliquait les miracles, Paris, Librairie des Champs-Élysées, coll. « Le Masque » no 2183, 1994
- Terror's Dark Tower (1935) Publié en français sous le titre La Tour de la terreur, dans Vingt-cinq histoires de chambres closes, Nantes, L'Atalante, coll. « Bibliothèque de l'évasion », 1997
- Harem-Scarem (1939), nouvelle historique
- The Diamond Pentacle (1939) Publié en français sous le titre Le Pentacle de diamants, dans le recueil L'Homme qui expliquait les miracles, Paris, Librairie des Champs-Élysées, coll. « Le Masque » no 2183, 1994
- Strictly Diplomatic (1939) Publié en français sous le titre Immunité diplomatique, Paris, Opta, Mystère Magazine no 8, août 1948 ; réédition, Paris, Opta, L'Anthologie du Mystère no 1, 1961 ; réédition dans le recueil L'Homme qui expliquait les miracles, Paris, Librairie des Champs-Élysées, coll. « Le Masque » no 2183, 1994
- The Clue of the Red Wig (1940) Publié en français sous le titre L'Affaire de la perruque rousse, Paris, Opta, Mystère Magazine no 42, juillet 1951 ; réédition dans le recueil L'Homme qui expliquait les miracles, Paris, Librairie des Champs-Élysées, coll. « Le Masque » no 2183, 1994
- The Gentleman from Paris (1950) Publié en français sous le titre Le Testament perdu, Paris, Opta, Mystère Magazine no 69, octobre 1953 ; réédition dans le recueil L'Homme qui expliquait les miracles, Paris, Librairie des Champs-Élysées, coll. « Le Masque » no 2183, 1994 Publié en français dans une autre traduction sous le titre Un gentilhomme de Paris, Paris, Opta, Mystère Magazine no 265, mars 1970 Publié en français dans une autre traduction sous le titre Le Gentleman de Londres, dans Petits Crimes du temps jadis, Paris, Éditions du Masque, 2001
- The Black Cabinet (1951) Publié en français sous le titre Le Mouchard, Paris, Fayard, Le Saint détective magazine no 33, novembre 1957 ; réédition dans le recueil L'Homme qui expliquait les miracles, Paris, Librairie des Champs-Élysées, coll. « Le Masque » no 2183, 1994
- Detective's Day Off (1957)
- Stand and Deliver! (1973)

### Pièces radiophoniques
- Cabin B-13 (1943) Publié en français sous le titre Le Mari fantôme, dans le recueil L'Homme qui expliquait les miracles, Paris, Librairie des Champs-Élysées, coll. « Le Masque » no 2183, 1994

Les titres ci-dessous ont été traduits dans l'intégrale des pièces radiophoniques, Rendez-vous avec la peur, vol.1, traduction de Danièle Grivel, publiée chez L'Atalante en 2006 :
- Who Killed Matthew Corbin? (1939), traduit sous le titre Qui a peur de Matthew Corbin ?
- The Black Minute (1940), traduit sous le titre La Mort dans les ténèbres
- The Devil in the Summer-House (1940), traduit sous le titre Le Diable dans le pavillon
- The Hangman Won't Wait (1943), traduit sous le titre Le bourreau n'attendra pas
- The Dead Sleep Lightly (1943), traduit sous le titre Les morts ont le sommeil léger

## Prix et distinctions
- Grand Master Award 1963 pour l'ensemble de sa carrière, décerné par les Mystery Writers of America [13]
- Grand prix de littérature policière 1969 du meilleur roman policier étranger pour Hier vous tuerez (Fire, Burn!)[14]

## Adaptations

### Au cinéma
- 1949 : The Man in Black, film britannique réalisé par Francis Searle, d'après le feuilleton radiophonique Appointment with Fear, avec Betty Ann Davies (en) et Sid James
- 1951 : L'Homme au manteau noir (The Man with a Cloak), film américain réalisé par Fletcher Markle, d'après la nouvelle Le Gentleman de Londres (The Gentleman from Paris), avec Joseph Cotten, Barbara Stanwyck, Louis Calhern et Leslie Caron
- 1953 : Meurtre à bord (Dangerous Crossing), film américain réalisé par Joseph M. Newman, d'après la pièce radiophonique Cabine B-13, avec Jeanne Crain et Michael Rennie
- 1957 : That Woman Opposite, film britannique réalisé par Compton Bennett, d'après le roman Un coup sur la tabatière (The Emperor's Snuff-Box), avec Phyllis Kirk et Dan O'Herlihy
- 1962 : La Chambre ardente, film franco-italo-allemand réalisé par Julien Duvivier, d'après le roman homonyme, avec Jean-Claude Brialy, Édith Scob, Nadja Tiller et Claude Rich

### À la télévision
- 1952 : The Devil in Velvet, téléfilm américain réalisé par Paul Nickell, d'après le roman Le Diable de velours
- 1956 : Les Aventures du colonel March ou Colonel March, série britannique de 26 épisodes de 26 minutes, d'après les nouvelles mettant en scène Perceval March, avec Boris Karloff dans le rôle-titre
- 1956 : Till Death Do Us Part, adaptation du roman À la vie, à la mort pour un épisode de la série télévisée américaine General Motors Presents (saison 1, épisode 32), avec Corinne Conley et Patrick Macnee
- 1960 : The Burning Court, épisode de série américaine Dow Great Mysteries, avec Barbara Bel Geddes et George C. Scott, d'après La Chambre ardente
- 1961 : Los Suicidios constantes, téléfilm argentin, d'après Suicide à l'écossaise
- 1964 : The Judas Window, épisode 5, saison 1, réalisé par Edgar Wreford pour la série britannique Detective, d'après le roman La Flèche peinte
- 1969 : And So to Murder, épisode 5, saison 1, réalisé par Douglas Camfield pour la série britannique Detective, d'après le roman Eh bien, tuez maintenant !
- 1979 : La Dama Dei Veleni, mini-série italienne réalisée par Silverio Blasi, d'après La Chambre ardente
- 1979 : Morte a Passo di Valzer, mini-série italienne réalisée par Giovanni Fago, d'après le roman Hier, vous tuerez
- 1981 : Tri Colpi di fucile, adaptation du roman À la vie, à la mort pour un épisode réalisé par Umberto Ciapetti de la série italienne Programa a Cura di ida Crimi
- 1982 : L'Occhio di Guida, adaptation du roman La Flèche peinte pour un épisode réalisé par Umberto Ciapetti de la série italienne Programa a Cura di ida Crimi
- 1983 : Mano no naka no satsujin, téléfilm japonais réalisé par Yoshio Inoue, d'après le roman Un coup sur la tabatière
- 1989 : Les Yeux en bandoulière, épisode de la série franco-belge Le Masque réalisé par Patrick Guinard, d'après le roman homonyme
- 1992 : Treacherous Crossing, téléfilm réalisé par Tony Wharmby, d'après la pièce radiophonique La Cabine B-13, avec Lindsay Wagner

## Sources

### Articles sur John Dickson Carr
- Jacques Baudou et Jean-Jacques Schleret, Le Vrai Visage du Masque, vol. 1, Paris, Futuropolis, 1984, 476 p. (OCLC 311506692), p. 92-95 et 161
- Claude Mesplède (dir.), Dictionnaire des littératures policières, vol. 1 : A - I, Nantes, Joseph K, coll. « Temps noir », 2007, 1054 p. (ISBN 978-2-910686-44-4, OCLC 315873251), p. 202 (Bencolin), p. 368-373 (Carr), p. 720-721 (Fell)
- Claude Mesplède (dir.), Dictionnaire des littératures policières, vol. 2 : J - Z, Nantes, Joseph K, coll. « Temps noir », 2007, 1086 p. (ISBN 978-2-910686-45-1, OCLC 315873361), p. 295 (March) et p. 355-356 (Merrivale)
- Jacques Baudou et Jean-Jacques Schleret, Les Métamorphoses de la chouette : Détective-club, Paris, Futuropolis, 1986 (ISBN 978-2-7376-5488-6), p. 48-59
- Anne Martinetti, "Le Masque" : histoire d'une collection, Amiens, Encrage, coll. « Références » (no 3), 1997, 143 p. (ISBN 978-2-906389-82-3), p. 60-61

### Étude sur John Dickson Carr
- Roland Lacourbe (préf. Paul Halter), John Dickson Carr, scribe du miracle : Inventaire d'une œuvre, Amiens, Encrage, coll. « Travaux », 1997 (ISBN 978-2-906389-81-6, OCLC 406066363)